# Mirko Kovač
Mirko Kovač (Petrovići kod Nikšića, Crna Gora, 26. prosinca 1938. – Rovinj, 19. kolovoza 2013.) bio je hrvatski i srpski književnik, autor više romana, novela, zbirki pripovijedaka, eseja, televizijskih drama i filmskih scenarija.

## Životopis i djela
Studirao je na Akademiji za kazalište, film i televiziju, odjel dramaturgije, u Beogradu.
Prva knjiga proze Gubilište (1962.), doživljava političku i ideološku osudu "zbog crne slike svijeta", a hajka na pisca trajala je tijekom cijele 1963. godine. Roman Moja sestra Elida izlazi 1965., a 1971. izlazi kratki roman Životopis Malvine Trifković, koji je dramatiziran i izveden 1973. na sceni Ateljea 212 u Beogradu, te preveden na engleski, francuski, talijanski, nizozemski, mađarski i švedski. U Švedskoj je doživio tri izdanja, a u Francuskoj je izašao i kao džepno izdanje u ediciji Rivages poche. U Zagrebu mu potom izlaze romani Ruganje s dušom (1976.) i Vrata od utrobe (1978.). Potonji dobiva NIN-ovu nagradu kritike (1978.), nagradu Željezare Sisak (1979.) i nagradu biblioteka Srbije za najčitaniju knjigu (1980.). Vrata od utrobe je vjerojatno najbolji Kovačev roman, složene post-modernističke narativne tehnike, u kojemu se preklapaju autorova vizura djedovske Hercegovine u rasponu više desetljeća i spiritualne dileme vjerske i sekularne naravi. Slijede romani Uvod u drugi život (1983.), te Kristalne rešetke (izdanje Bosanska knjiga, Sarajevo, 1995.).
Zbirka novela Rane Luke Meštrevića (1971.) dobiva nagradu Milovan Glišić, ali mu je ta nagrada oduzeta 1973., a knjiga povučena iz knjižara i biblioteka. Dopunjeno izdanje istoimene zbirke izlazi 1980., a novoj pripovijetci iz te knjige Slike iz porodičnog albuma Meštrevića pripala je Andrićeva nagrada. Zbirka pripovijedaka Nebeski zaručnici izlazi 1987. i dobiva nagradu izdavača BIGZ. 
Evropska trulež (1986.), knjiga eseja, nagrađena je NIN-ovom nagradom Dimitrije Tucović. Dopunjeno i popravljeno izdanje pod naslovom Evropska trulež i drugi eseji izlazi u Zagrebu (1994.). Knjiga publicističkih tekstova Bodež u srcu objavljena je u Beogradu (1995.).
Kovač se našao na udaru pansrpskog pokreta na koncu 1980-ih godina, te je emigrirao u Hrvatsku, a i u hrvatsku književnost, kojoj je i otprije, doduše ne izrijekom, pripadao. Srpskim jezikom pisani tekstovi su uglavnom izašli na hrvatskom pod piščevim uredništvom, a izlaze mu izabrana djela u 12 svezaka.
U Sarajevu su mu izašle IZABRANE KNJIGE, u šest tomova (izdanje Svjetlost, 1990.).
Napisao je scenarije za filmove: Mali vojnici, Lisice, Okupacija u 26 slika, Pad Italije, Tetoviranje i dr. Autor je više TV i radio-drama. Knjige su mu prevođene na njemački, francuski, talijanski, engleski, švedski, nizozemski, poljski, madžarski, i dr.
Kovač je bio suradnik časopisa Crnogorski književni list. Bio je članom Savjeta za standardiziranje crnogorskoga jezika.
Od 1991. živio je u Rovinju, gdje je umro 19. kolovoza 2013. godine.
Postumno su mu objavljeni romaneskni memoari "Vrijeme koje se udaljava", tekst u kojem rekreira životni luk od djetinjstva do smirenja u istarskom podneblju.

## Nagrade
1978. NIN-ova nagrada 

1993. Nagrada "Tucholsky" švedskog PEN-centra 

1995. Herderova nagrada za književnost 

2007. Nagrada "Meša Selimović" za najbolji roman u s područja Bosne i Hercegovine, Hrvatske, Srbije i Crne Gore 

2008. Nagrada Vladimir Nazor za roman Grad u zrcalu 

2008. Trinaestojulsku nagradu, najveće crnogorsko nacionalno priznanje 

2012. Knjižna nagrada Kiklop za životno djelo

## Nepotpun popis djela
- Gubilište, 1962.
- Moja sestra Elida, 1965.
- Životopis Malvine Trifković, 1971.
- Ruganje s dušom, Naprijed, Zagreb, 1976.
- Vrata od utrobe, Naprijed, Zagreb, 1978.
- Uvod u drugi život, 1983.
- Kristalne rešetke, Bosanska knjiga, Sarajevo, 1995.
- Grad u zrcalu, Fraktura, Zaprešić, 2007., ISBN 978-953-266-040-1
- Vrijeme koje se udaljava, Fraktura, Zaprešić, 2013., ISBN 978-953-266-533-8

## Vanjske poveznice
- Nije bilo genocida nad Srbima  Arhivirana inačica izvorne stranice od 9. kolovoza 2007. (Wayback Machine) (Članak u "Novoj srpskoj političkoj misli", prenesen iz "Crnogorskog književnog lista")